# Eclissi solare dell'11 agosto 1961
L'eclissi solare dell'11 agosto 1961  è un evento astronomico che ha avuto luogo il suddetto giorno attorno alle ore 10.46 UTC. 
L'eclissi, di tipo anulare, è stata visibile in alcune parti dell'America Latina (Brasile), dell'Africa, dell'Antartide e dell'Oceano Atlantico.
L'eclissi è durata 6 minuti e 35 secondi e l'ombra lunare sulla superficie terrestre ha raggiunto una larghezza di 499 km.

## Percorso e visibilità
L'eclissi solare anulare è stata osservata all'alba locale, Nell'Oceano Atlantico meridionale, a circa 670 chilometri a nord della Georgia del Sud; quindi la pseudo umbra della luna si è spostata prima a nord-est e poi a sud-est. L'eclissi massima è stata raggiunta a circa 950 chilometri a nord dell'isola Bouvet. In seguito è comparsa nel continente antartico per terminare a Enderby Land al tramonto. L'eclissi anulare ha coperto la stazione scientifica sovietica di recente costruzione Molodëžnaja.
Oltre alla suddetta eclissi ad anello completo, l'eclissi solare parziale poteva essere osservata nella penombra lunare nel Brasile sudorientale, in territorio nord-est dell'Argentina, nella parte orientale dell'Uruguay, in Georgia del Sud e Isole Sandwich Australi, nel Sud Africa centrale, Sud Africa, Sud Africa orientale, nelle isole Kerguelen, e in alcune zone costiere di dell'Antartide vicine all'Africa.

## Eclissi correlate

### Eclissi solari 1961 - 1964
Questa eclissi è un membro di una serie semestrale. Un'eclissi in una serie semestrale di eclissi solari si ripete approssimativamente ogni 177 giorni e 4 ore (un semestre) a nodi alternati dell'orbita della Luna.

### Ciclo di Saros 125
L'evento fa parte del ciclo di Saros 125, che si ripete ogni 18 anni e 11 giorni circa e comprendente 73 eventi. La serie è iniziata con un'eclissi solare parziale il 4 febbraio 1060. Comprende eclissi totali dal 13 giugno 1276 al 16 luglio 1330. Comprende eclissi ibride il 26 luglio 1348 e 7 agosto 1366 ed eclissi anulari dal 17 agosto 1384 al 22 agosto 1979. La serie termina al membro 73 come eclissi parziale il 9 aprile 2358. L'eclissi totale più lunga si è verificata il 25 giugno 1294, a 1 minuto e 11 secondi; l'eclissi anulare più lunga si è verificata il 10 luglio 1907, a 7 minuti e 23 secondi. 